# Jette A. Kaarsbøl
Jette A. Kaarsbøl (* 18. November 1961 in Hillerød, Dänemark) ist eine dänische Schriftstellerin.

## Leben
Mit dem Historienroman Den lukkede bog, welcher 2005 unter dem deutschen Titel Das Versprechen der Ehe beim Piper Verlag erschien, debütierte die 42-jährige Lehrerin Jette A. Kaarsbøl 2003 als Schriftstellerin. Für den gesellschaftskritischen Roman, der sich mit den moralischen Wertvorstellungen der gehobenen Bürgerschicht des 19. Jahrhunderts auseinandersetzt, wurde sie sowohl mit dem Læsernes bogpris als auch mit dem De Gyldne Laurbær ausgezeichnet. Das Buch verkaufte sich über 170.000 Mal und wurde in sechs Sprachen übersetzt.

## Werke (Auswahl)
- Den stängda boken (2003)
  - Das Versprechen der Ehe, München 2005, Piper Verlag, ISBN 978-3-492-04777-7
- Din nästas hus (2009)